# 프랩스
프랩스(Fraps – Frames per second에서 비롯됨)는 다이렉트엑스나 오픈지엘을 사용하는 응용 프로그램들의 화면을 그림이나 동영상으로 캡처하거나 성능을 평가하는 유틸리티이다. 보통은 게임의 컴퓨터 성능을 측정할 때 쓰이며, 그 밖에도 게임 동영상을 녹화할 수 있다. 이 프로그램은 아마추어 머시니마 영화를 만드는 데에도 인기리에 쓰이고 있다. 프랩스는 인터넷으로만 구입할 수 있다.
프랩스 코덱은 프랩스가 녹화한 영상을 디코딩하거나 다른 영상 포맷을 트랜스코딩할 수 있게 도와 준다.
프리웨어 버전의 프랩스를 사용하면, 모든 동영상 위쪽에 프랩스 워터마크가 자리 잡으며, 영상 길이가 30초로 제한된다.
프랩스는 BMP, TGA, JPEG, PNG와 같은 다양한 포맷으로 스크린샷을 저장할 수 있지만, 프리웨어 버전에서는 BMP 포맷만 사용할 수 있다.
프랩스가 시스템에서 동영상이나 사진을 찍을 수 있게 하려면, 사용자는 다이렉트엑스나 오픈지엘을 이용하는 프로그램을 사용해야 한다. 다이렉트엑스나 오픈지엘 없이 윈도우에서 실행되는 프로그램은 지원되지 않기 때문에 프랩스는 윈도우 2000, XP에서 데스크톱 응용 프로그램을 캡처할 수 없다. 그러나 윈도우 비스타, 윈도우 7 이상에서는 에어로 데스크톱이 다이렉트엑스를 통해 실행되기 때문에, 어떠한 장면도 프랩스를 사용하여 캡처할 수 있다.
버전 2.9.0을 시작으로 프랩스는 다이렉트X 10을 지원하며 일반적으로 이전 버전의 윈도보다 윈도우 비스타 이상의 운영 체제에 호환성이 상당히 더 높다.

## 같이 보기
- 비디오 캡처
- 스크린캐스팅
- 화면 캡처
- 실시간 컴퓨팅